# Strach (książka)
Strach. Antysemityzm w Polsce tuż po wojnie. Historia moralnej zapaści – książka Jana Tomasza Grossa na temat antysemityzmu w Polsce po II wojnie światowej.

## Wersje książki
Książka została wydana w Polsce 11 stycznia 2008. Jest to autorski przekład z angielskiego wydania Fear: Anti-Semitism in Poland after Auschwitz: An Essay in Historical Interpretation, który ukazał się w lipcu 2006, jednak w wielu miejscach bardzo zmodyfikowany. Autor usunął między innymi rozdział wstępny na temat losów Polski w trakcie II wojny światowej i zaraz po niej, jako materiał znany polskiemu czytelnikowi. Dodał np. wyniki najnowszych badań niektórych polskich historyków.

## Treść
Autor analizuje doświadczenia wracających po wojnie do domów polskich Żydów. Efektem jest socjologiczno-historyczny esej, który omawia kwestię antysemityzmu w Polsce tuż po zakończeniu wojny, i który swoją kulminację znajduje w reinterpretacji największego w powojennej Europie pogromu Żydów w Kielcach.

## Reakcje
Joanna Tokarska-Bakir podkreśliła, że Gross opiera się na faktach znanych historykom od dawna, a jego „wina” polega „na tym, że pisze książki, bojkotując standard szczerości przyjęty w polskiej literaturze historycznej. Naśladuje filozofa Jeana Améry'ego: «Nie chcecie wiedzieć, do czego znowu może doprowadzić mnie i was samych wasza obojętność? Zatem powiem wam»”.
Marek Beylin napisał, że jego zdaniem książka spełnia ważną rolę zmuszając do zastanowienia nad zjawiskiem polskiego antysemityzmu i jej „wady” mają tu drugorzędne znaczenie.
August Grabski z Żydowskiego Instytutu Historycznego poddał książkę ostrej krytyce stwierdzając na temat jej amerykańskiej edycji: „bulwersującym fragmentem w opisie przez Jana Tomasza Grossa wypadków kieleckich jest podsumowanie rozmowy morderców żydowskiej matki i dziecka o ich zbrodniczym zamiarze słowami: <To była najzwyklejsza rozmowa między obcymi sobie ludźmi w Polsce Anno Domini 1946>. Nie trzeba specjalnej wyobraźni, aby dostrzec absurdalność tej tezy, konfrontując liczbę ponad 20 mln Polaków z kilkuset zabitymi Żydami. Znowu Gross dokonuje manipulacji proporcjami przedstawianego zjawiska. Deformacja ta wydaje się karykaturą czy wręcz bardzo niemądrym i ponurym żartem. Zabijanie Żydów w powojennej Polsce było udziałem wąskiego marginesu kryminalnego i antykomunistycznego podziemia, nie zaś – jak można byłoby wnioskować po lekturze „Strachu” – narodowym sportem Polaków”.
Historycy IPN Piotr Gontarczyk oraz Janusz Kurtyka zarzucili autorowi wybiórczy i tendencyjny dobór źródeł oraz ich jednostronną interpretację. Według Gontarczyka książka zawiera błędy metodologiczne i jego zdaniem w środowisku naukowym nie ma szans nawet na warunkową akceptację, na równi z pisarstwem Leszka Bubla.
Historyk Marek Jan Chodakiewicz nazwał książkę Grossa „propagandą” oraz stwierdził, że autor „ma z góry gotową tezę”. Innym jego zarzutem było np. potraktowanie przez Grossa jako przejawów „polskiego antysemityzmu” zarówno rasistowskich mordów na cywilach, jak i zabicia z przyczyn politycznych oficera UB. Zdaniem Chodakiewicza Gross pomija także rolę, jaką w powojennej Polsce pełnili żydowscy członkowie służby bezpieczeństwa (w opisywanym okresie zginąć mogło 500 – 1500 Żydów, jednocześnie z rąk Żydów wskutek denuncjacji lub z rąk żydowskich członków UB zginęło 3500 – 6500 Polaków).
Maciej Kozłowski wskazał na jego zdaniem jednostronność ocen i brak obiektywizmu. Gross komentuje w książce wspomnianą kwestię udziału Żydów w komunistycznych służbach bezpieczeństwa, ale podkreśla, że były to odosobnione przypadki i nie powinny być wykorzystywane do uogólnień. Równocześnie jednak przypisuje poglądy antysemickie większości Polaków na podstawie przypadków równie jednostkowych.
Na temat książki wypowiedzieli się także m.in.: historyk Paweł Machcewicz w artykule Odcienie czerni, profesor Stanisław Żak. i dr Bożena Szaynok.
Marek Edelman stwierdził, że „wszystko, o czym pisze Gross, to przecież prawda” oraz że był świadkiem wydarzeń przez niego opisanych. Zdaniem Edelmana Gross „popełnił błąd, dając w podtytule książki: «Antysemityzm w Polsce tuż po wojnie». Tam powinno być: «Bandytyzm w Polsce...». Bo tu nie chodzi o antysemityzm. Mordowanie Żydów to był czysty bandytyzm i ja bym tego antysemityzmem nie tłumaczył”.
Stanisław Michalkiewicz wyraził opinię, że książka jest medialnym przygotowaniem do wzmożenia roszczeń majątkowych za II wojnę światową pod adresem polskiego rządu ze strony niektórych organizacji żydowskich.
Maciej Pawlicki stwierdził, że podczas promocji książki w styczniu 2008 Gross odmówił udziału w debatach z prof. Markiem Chodakiewiczem oraz Piotrem Gontarczykiem, historykami specjalizującymi się w badaniach nad okresem 1944-47. W jego opinii Gross nie zechciał też wziąć udziału w programie „Warto rozmawiać”, którego Pawlicki jest reżyserem i producentem. Piotr Gontarczyk zacytował wypowiedź autora książki, w której miał on stwierdzić, że ci, którzy nie zgadzają się ze Strachem, są antysemitami. Zdaniem Gontarczyka Gross „dyskutantów w mediach dobiera starannie, by nie narazić się na rzeczową krytykę”.
Latem 2006 w odpowiedzi na angielskie wydanie grupa prawicowych senatorów zażądała ścigania Grossa za „znieważenie Narodu Polskiego”. Prokurator Jerzy Engelking zapowiedział, że przyjrzy się sprawie i „ewentualnie skieruje akt oskarżenia”. Prokuratura Okręgowa w Krakowie wszczęła postępowanie sprawdzające w związku z treścią książki Grossa na podstawie istniejącego od marca 2007 r. zapisu prawa, przewidującego karę do 3 lat więzienia za „publiczne pomawianie Narodu Polskiego o udział, organizowanie lub odpowiedzialność za zbrodnie komunistyczne lub nazistowskie.” Gross stwierdził, że jeżeli otrzyma wezwanie do prokuratury to będzie to według niego „skandalem dla Polski” ale „oczywiście się stawi”. W wywiadzie dla Ha-Arec Gross stwierdził, że jeżeli zostanie oskarżony, to w sądzie przedstawi świadków potwierdzających opisane przez niego wersje wydarzeń.
11 lutego, jak poinformowała rzeczniczka Prokuratury Okręgowej w Krakowie Bogusława Marcinkowska, po postępowaniu sprawdzającym Prokuratura Rejonowa dla Krakowa Krowodrzy wydała postanowienie o odmowie wszczęcia śledztwa w sprawie książki Jana Tomasza Grossa „Strach. Antysemityzm w Polsce tuż po wojnie. Historia moralnej zapaści”, ponieważ w publikacji nie znaleziono wypowiedzi będących pomówieniem, znieważeniem narodu polskiego lub nawoływaniem do nienawiści na tle różnic narodowościowych.